# Jean-Michel Papillon

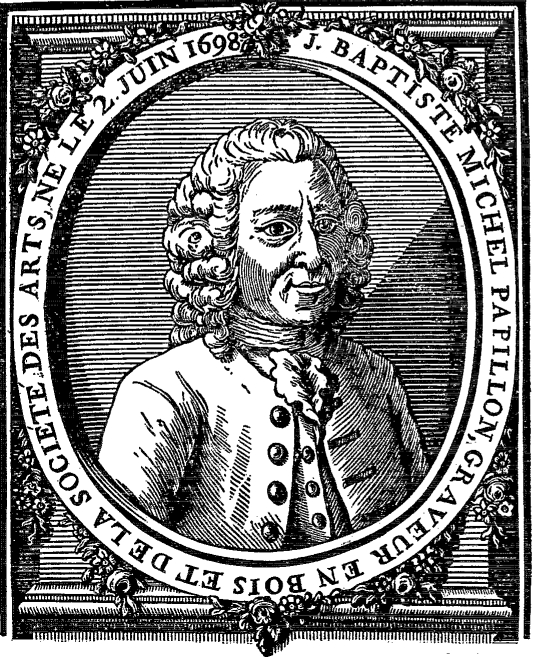
Jean-Michel Papillon. Holzschnitt nach einem Selbstporträt

Jean-Michel Papillon (* 2. Juni 1698 in Paris; † 1776 ebenda) war ein französischer Kunsthandwerker, Zeichner, Holzschneider und Enzyklopädist.

## Leben und Wirken
Er entstammte einer Familie von Holzschneidern und Graveuren aus Rouen. Sein Vater war der Holzschneider, Graveur en bois Jean Baptiste Papillon (1661–1723), seine Mutter Marie-Madeleine Chevillion (ca. 1675 – ca. 1715).
Papillon schuf etwa 5000 figürliche und ornamentale Vignetten, Initialen und dergleichen als Buchschmuck. Ferner zeichnete er die Titel für die 1727 bis 1745 erschienenen Petits Almanachs de Paris, die man nach ihm „Papillons“ nannte.
Im Jahre  1730 heiratete er Charlotte Madeleine Thérèse Chauveau (1704–1741). Dieser Ehe entstammte eine Tochter, Françoise Charlotte Papillon (* 1734), nach dem Tod seiner ersten Frau heiratete er 1745 Marie Anne Roussillon (* ca. 1715). Seine zweite Ehefrau übte im Übrigen den gleichen Beruf aus wie ihr Ehemann.
Über sein Handwerk schrieb er Artikel in der Encyclopédie von Denis Diderot und Jean Baptiste le Rond d’Alembert.
Er ist nicht zu verwechseln mit seinem Bruder Jean-Baptiste-Michel Papillon (1720–1760).

## Werke (Auswahl)
- Traité historique et pratique de la gravure en bois. Bd. 1, P.G. Simon, Paris 1766